# Elías Alippi
Elías Isaac Alippi (Buenos Aires, 21 de enero de 1883-Buenos Aires, 3 de mayo de 1942) fue un dramaturgo, empresario teatral, actor, director de cine y teatro argentino. Se lo recuerda asimismo como un excelente bailarín de tango. Tenía el apodo de "el Flaco".

## Su relación con el teatro
Se inició en el teatro en 1903 en el teatro Comedia  de Buenos Aires con la compañía del gran actor Jerónimo Podestá. Formó su propia compañía, a la que se integraron Francisco Ducasse, José González Castillo, Miguel Ligero Rodríguez, Héctor Quiroga y Carlos Morganti, entre otros, con los cuales había interpretado sainetes como, por ejemplo, El camarín de Bermúdez de Roberto Cayol en el teatro Moderno en junio de 1915.
Fue con Carlos Gardel  al Brasil en 1915, fracasó y volvió sin dinero.

Formó la "Compañía Tradicionista Argentina" que, con la dirección de José González Castillo, representó en el teatro San Martín, a fines de 1915, Juan Moreira, Santos Vega y Martín Fierro con el aporte del dúo Gardel-Razzano y sus canciones y varios tangos escritos por el mismo Alippi.

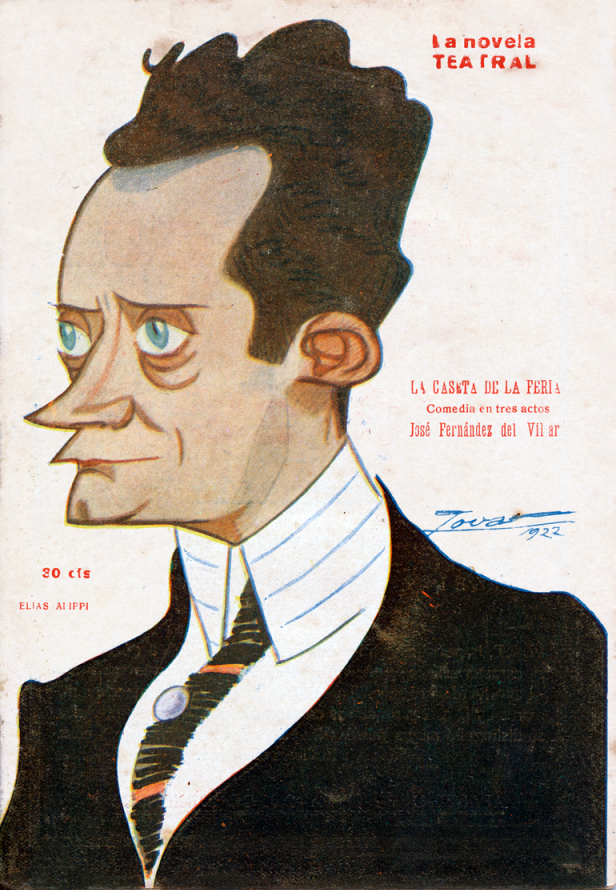
Caricaturizado por Tovar (1922)

En 1916 se le unió Enrique Muiño, con el que forma la compañía Muiño-Alippi, que se convertiría en una de las compañías más importantes del teatro popular.

Entre las piezas que representaron pueden citarse los sainetes La taba del querer de Carlos Schaeffer Gallo en el teatro Nuevo durante la temporada de 1916, Las entrañas del lobo de Carlos De Paoli el 28 de enero de 1916, Los novios de Genoveva de Alberto Vacarezza en el teatro Nuevo el 10 de noviembre de 1916, El candidato del pueblo de José Antonio Saldías el 5 de julio de 1917 y Avanti Foot-ball club de Juan Fernando Camilo Darthés y Carlos Santiago Daniel el 22 de marzo de 1918.
En 1918 Elías Alippi, que tenía a su cargo la puesta en escena del sainete Los dientes del perro de José González Castillo y Alberto T. Weisbach, tuvo la idea de presentar en escena un cabaret con la actuación en vivo de la mejor orquesta del momento, la de Roberto Firpo, ejecutando tangos y, a propuesta de Gardel, de quien era muy amigo, incluyó el tango Mi noche triste de Samuel Castriota y Pascual Contursi para que lo cantara Manolita Poli, una actriz de 19 años, hija de padres zarzueleros. La pieza se estrenó el 20 de abril de 1918 en el teatro Esmeralda (llamado luego teatro Maipo), se mantuvo toda la temporada y fue repuesta al año siguiente. El factor principal de tal éxito fue la incorporación del tango a la pieza teatral y, en especial, el aplauso que el público brindó a Mi noche triste. 
La compañía también representó Premios a la virtud de Ulises Favaro el 30 de julio de 1920, El testamento de Fausto de Miguel Escuder el 23 de diciembre de 1921 y Pepita de oro de Roberto Cayol el 15 de mayo de 1924. También El debut de la piba de Roberto Cayol en 1916, Los bailes de la famosa de Roberto Cayol en 1917, Chacarita de Alberto Vacarezza en 1924, La familia de don Giacumín de Alberto Novión en 1924, entre otros. 
Produjo muchas piezas, entre las cuales se cuentan El Indio Rubio; El Dolor Ajeno, con José de Lara; ¡Viva la República!, con Maroni y Sanromá; Hay que hacer algo por la revista con Maroni y Alberti;  Mi mujer quiere casarse, El conventillo de las catorce provincias, El cantar de los tangos, La borrachera del tango, Tarantini y Cía., con Antonio Botta; Con esta... sí, Atención al fogonazo, Hasta el San Martín no para, con Pascual Contursi, Telones y Bambalinas y Del tango al Charleston.

## Su relación con el cine
Debutó en el cine mudo actuando en Tierra baja (1912) y Mariano Moreno y la Revolución de Mayo (1915). Ya en el periodo clásico lo hizo en varias películas, entre ellas Cadetes de San Martín (1936), Viento Norte y Así es la vida. También en El mejor papá del mundo; Medio millón por una mujer, con Eva Franco, y Callejón sin salida, con Maruja Gil Quesada. 
En la película Se llamaba Carlos Gardel rodada en 1949, o sea, después de la muerte de Alippi, se insertaron escenas que había filmado él mismo.
En 1941 un grupo de artistas se reunía habitualmente en el café El Ateneo ubicado en Carlos Pellegrini y Cangallo (hoy Teniente General Juan D. Perón) de la ciudad de Buenos Aires que estaba desocupado, integrado por Enrique Muiño, Elías Alippi,  Francisco Petrone y Ángel Magaña así como el director Lucas Demare.
Enrique Faustín (h), que trabajaba en una empresa cinematográfica, que también concurría a las reuniones, trajo el proyecto de formar una productora que trabajara en cooperativa al estilo de los Artistas Unidos de los Estados Unidos y, al ser concretada, la fundaron el 26 de septiembre de 1941 con el nombre de Artistas Argentinos Asociados Sociedad Cinematográfica de Responsabilidad Limitada.
Proyectaron filmar La Guerra Gaucha, en la cual Elías Alippi iba a actuar en el papel del capitán Del Carril. Pero, como enfermó de cáncer y no estaba en condiciones de sobrevivir a las duras condiciones de la filmación, sus compañeros, no queriendo reemplazarlo en vida, postergaron la filmación con una excusa y no la hicieron hasta después de su muerte, ocurrida el 3 de mayo de 1942. En su homenaje en la ciudad de Buenos Aires, lleva el nombre de “Elías Alippi” la plazoleta ubicada en Av. Estado de Israel, Lambaré y Guardia Vieja, así como una calle de la misma ciudad.

## Filmografía
actor
- Se llamaba Carlos Gardel (1949)
- El mejor papá del mundo (1941)
- Medio millón por una mujer (1940)
- Así es la vida (1939)
- Callejón sin salida (1938)
- Viento Norte (1937)
- Cadetes de San Martín (1937)
- Mariano Moreno y la Revolución de Mayo (1915)
- Tierra baja (1912)

Director
- Retazo (1939)
- Callejón sin salida (1938)

Guionista
- La borrachera del tango  (1928)

## Obras de teatro
- Conferencia contra la mujer
- No se jubile, Don Pancho! en colaboración con Antonio Botta.
- El cantar de los tangos en colaboración con Antonio Botta.
- Es zonzo el cristiano macho cuando el amor lo domina  en colaboración con Carlos Schaeffer Toro
- Sos bueno, vos también! en colaboración con Folco Testena.
- Fresco el Andarín en colaboración con Augusto Garrido.